# Gimnasio de Olimpia
El Gimnasio de Olimpia (en griego antiguo: Γυμνάσιον, en griego: Γυμνάσιο αρχαίας Ολυμπίας) estaba situado en el ángulo noroeste del Santuario de Olimpia, al norte de la Palestra y próximo a los límites del Altis. Fue uno de los lugares de entrenamiento de los atletas que participaban en los Juegos Olímpicos.  Sus ruinas se encuentran cerca de la entrada al yacimiento arqueológico de Olimpia en el municipio de Archaía Olympía.

## Historia
A la derecha del río Cládeo se alzaba un conjunto de edificios que formaban el Gimnasio, originalmente un espacio abierto para los entrenamientos, pero que con el tiempo, irían creciendo sus construcciones. Fue construido en fechas históricas inconcretas, si bien por los vestigios hallados en sus antiguas estructuras, se supone que pueda pertenecer al siglo III a. C. En esa época, se había inaugurado ya la Palestra y la nueva construcción vino a completar todo el conjunto de modernas y espaciosas instalaciones deportivas con las que se quiso dotar a Olimpia, en una época en la que la decadencia de la idea religiosa de los Juegos Olímpicos y el auge profano y exhibicionista de los concursos, comenzaron a desequilibrar por completo el tradicional sentido de los grandes festivales cuadrienales. Los restos conservados del complejo de edificios datan principalmente de los siglos siglo II y I a. C.
El Gimnasio fue el lugar de entrenamiento habitual de los corredores y concursantes del pentatlón. En épocas de buen tiempo tenían lugar en el gran patio rectangular central, las sesiones de lanzamiento de disco y jabalina, salto de longitud y carreras. La espaciosa superficie del patio, enmarcada por los pórticos, ofrecía una zona segura, cómoda y amplia para la práctica de ejercicios tan diversos. En las épocas de lluvia o de canícula, el entrenamiento se haría al resguardo de los pórticos.
Al parecer era práctica frecuente, que los gimnasios griegos tuvieran grabadas en sus paredes diferentes tipos de inscripciones como las listas de participantes, de vencedores, máximas dedicadas a alumnos y profesores, lápidas funerarias, versos satíricos, inscripciones eróticas, garabatos, caricaturas y dibujos. En algunas ocasiones se llegaba a enterrar dentro de su recinto a atletas especialmente destacados que hubieran sido víctimas de un accidente deportivo. En el de Olimpia, el atleta eleo olimpiónico Parabalonte, vencedor en el diaulo, inscribió en el Gimnasio los nombres de los vencedores en las olimpiadas, ejemplo que siguió su conciudadano Evanóridas, vencedor en la lucha de jóvenes en los juegos de la 135 Olimpiada (año 240).

## Descripción

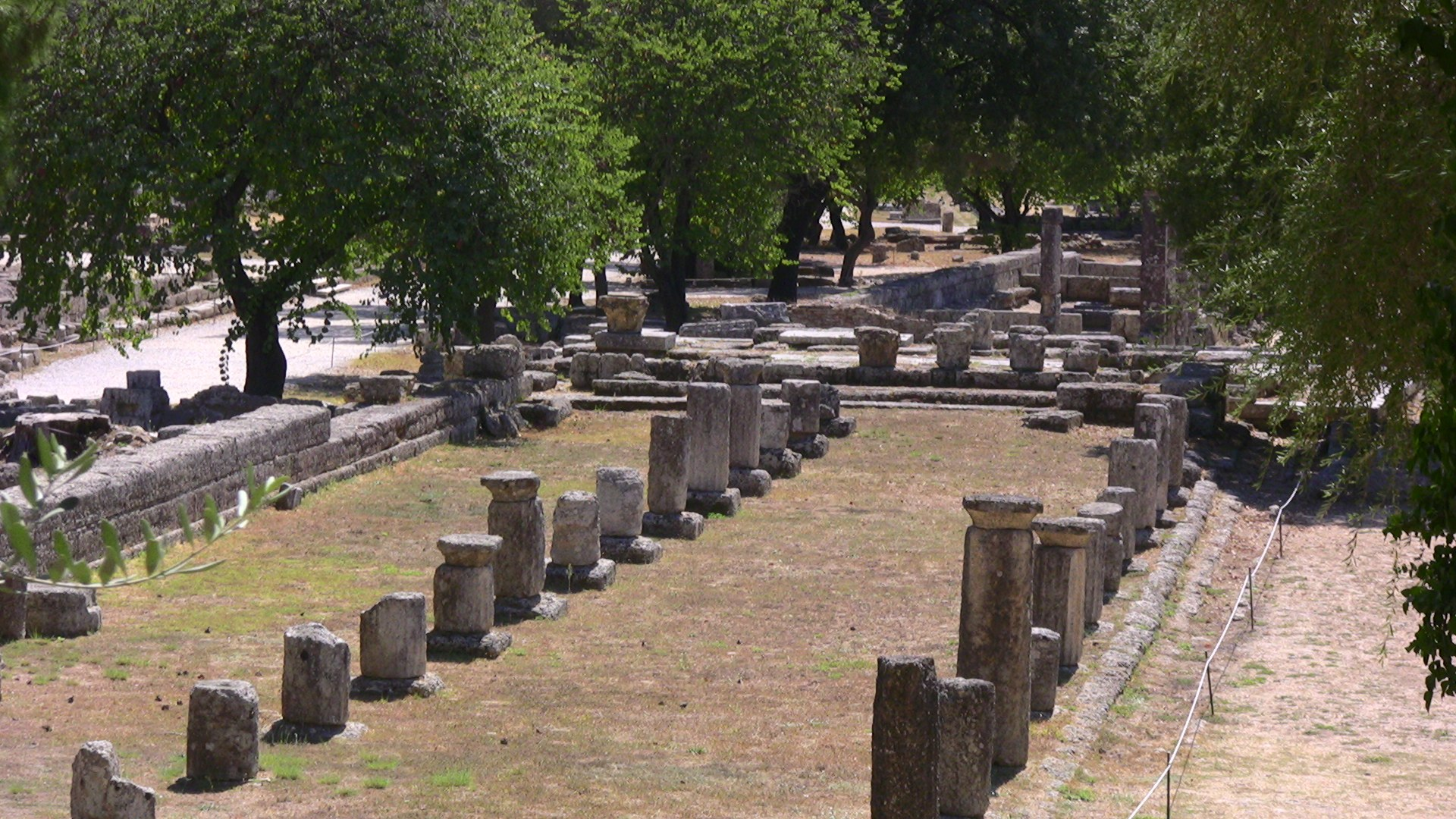
Gimnasio de Olimpia.

El tamaño del gimnasio era de aproximadamente 120 × 220 m Consistía en un gran patio con armiños o salas con columnas a cada lado. En los lados este y oeste más largos, las estoas representaban el estilo dórico y en los lados norte y sur más cortos el estilo jónico.
El Gimnasio de Olimpia se componía de un espacio rectangular rodeado de columnatas, pues aunque no se hayan encontrado los restos de la columnata norte hay evidencia suficiente para suponer su existencia que debió ser pareja a la de la columnata sur.
En el lado norte, la edificación se prolongaba hacia el norte en dirección al monte Cronio sobre una distancia de 220 metros. En su patio, que tenía 10 metros de anchura, se hallaban trazadas dos pistas de carreras de 192 metros de largo fácilmente perceptibles hoy día por los travesaños indicadores de la salida y la llegada. Toda la espaciosa trayectoria de este lado, se hallaba cubierta por un techo de madera soportado por una doble hilera de sesenta y seis columnas dóricas. El piso de las pistas era de tierra o aren blanda y en ellas se podía entrenar cómodamente los atletas en la época de las altas temperaturas o de las inclemencias meteorológicas. Por otra parte, la adaptación técnica de los corredores a la carrera del estadio en este espacio cubierto era perfecta, ya que el cobertizo sobrepasaba en longitud a la misma pista del Estadio de Olimpia.
La estoa sur se levantaba a continuación del muro norte de la palestra y debió ser un pórtico simple, a cuyo muro posterior se adosó un banco corrido que servía de lugar de asiento y descanso a los atletas. Formaba un ángulo recto casi perfecto con la doble columnata este, proyectándose en su dirección oeste hacia el río Cládeo, cuyas crecidas y desbordamientos hicieron desaparecer parte de aquel lado. Su longitud era de unos 212 m y la anchura de unos 11,5 metros. Tenía 60 columnas en el lado del pórtico interior y otra fila de columnas a lo largo del pórtico de en medio, dividiéndolo en dos naves. La longitud de la estoa correspondía a la longitud del estadio Olimpia, y en su suelo había líneas de salida y de llegada, a la misma distancia entre ellas que en el estadio. Esto hizo posible practicar la carrera en estadio dentro de la estoa. Las dos naves de la Estoa formaban dos vías de circulación, el kistos (en el interior) y el paradromis (en el lado del pórtico exterior). Fue construida en el siglo II a. C.
El área oeste del Gimnasio que corría paralela a la estoa este, tendría la misma longitud que se ha podido comprobar para esta última. De su edificación no se conservan restos, las crecidas del cauce del río Cládeo la hizo desparecer, debido a que cerca de las márgenes del río se levantó la parte occidental del edificio.  La Estoa Norte no ha sido muy estudiada y es posible que también haya sido destruida de la misma manera.